# Instituto San Bernardo De La Salle
El Instituto San Bernardo De La Salle es un colegio católico mixto de carácter privado fundado por Bernardo Herrera Restrepo en compañía de los Hermanos de la Salle, el 11 de septiembre de 1916 en la capital de la República de Colombia. Imparte 18 cátedras que dividen su operación en 12 departamentos académicos. Es administrado por el Distrito Lasallista de Bogotá desde 1928. Fue fundado en un terreno de una hectárea, pero vendió dos terceras partes de este que originaron el barrio San Bernardo.

## Historia

### Primeros años
En 1890 Bernardo Herrera Restrepo, arzobispo de Bogotá, había hecho contactos con la Congregación Lasallista en París desde Medellín, porque tenía un proyecto pedagógico en mente. Apenas comenzaron las obras allí, fue a Bogotá para copiar el proyecto. De nuevo recurrió a la fraternidad de raíces francesas y se embarcó con ellos en la construcción del Externado De la Salle. Con ese proyecto andando, a pocas cuadras de la catedral primada, compró un par lotes y de haciendas.
La inauguración fue el 11 de marzo de 1893. En 1895 tenía 300 alumnos repartidos en siete clases. En esa época se fundó el ya desaparecido colegio Beato Juan Bautista de La Salle. En 1904 la institución tenía más de 500 estudiantes.

### Como escuela técnica
En enero de 1911 Herrera compró, con recursos propios, otros latifundios unas cuadras más al oriente del Externado y emprendió allí la construcción de la sede actual del Instituto, pasados unos cuantos meses y con el interés de satisfacer las necesidades de las gentes pobres del sector de 'Las Cruces' proporcionándoles talleres de mecánica, carpintería, tejidos y artes afines, el 11 de septiembre de 1916, con ocasión de las bodas de plata episcopales y del cumpleaños del prelado bogotano, el entonces Primado de Bogotá Herrera Restrepo, inauguró solemnemente el edificio del Instituto y dio apertura a las actividades académicas de la nueva escuela.
Dos años después de la fundación del Instituto, todo el capital del Externado San Bernardo había sido traspasado al nuevo edificio, cuyo terreno copaba poco menos de dos hectáreas. En 1913 el barrio en donde fue construido el Instituto fue rebautizado como San Bernardo.
Con ánimos de atraer a más personas comprometidas a su obra, el arzobispo buscó acercó a los directores del Instituto Técnico Central cuando se vieran obligados a abandonarlo; buscó también nutrir el capital humano del Instituto copando las áreas que la Escuela de Artes y Oficios no acogía, por lo que terminó adquiriendo sus terrenos. Herrera falleció tras donarle donaba el Instituto a los Hermanos de La Salle.
La capilla se termina en 1926, seis años después se construye un tanque alto de agua para asegurar la prestación del servicio dentro del plantel. En 1934 se termina de construir y ambientar la huerta institucional que se mantendría hasta 1950. En este periodo, el Instituto fue conocido como Escuela Agrícola, Escuela Superior de Agronomía, Escuela Normal Bernardina y Escuela Comercial Benardina, dado su enfoque técnico agronómico y sus amplias extensiones de tierra dedicadas al cultivo y la horticultura.
Dos obras lasallistas fueron víctimas de los motines de Bogotazo: el Instituto Técnico Central y el Instituto San Bernardo. Ninguna de las personas presentes en las obras en ese momento salió herida, sin embargo, ambas construcciones se deterioraron por los destrozos de la turba. Para el 10 de abril, la mayor parte de la ciudad amaneció devastada. Oleadas de disturbios y de delincuencia en todo el país habían minado todos los edificios, máxime los del centro de la capital.
Hay testimonios que relatan hachazos en las puertas de la iglesia y algunos disparos en las paredes. Se han realizado actividades como parte del Día de la Memoria en la Universidad de la Salle, conmemorando el hecho
En 1955 se registra la primera promoción de bachilleres bernardinos y, respondiendo a las necesidades del Distrito Lasallista, en 1959 el colegio reforma sustancialmente su currículo para darle más relevancia a la formación académica antes que a los saberes técnicos cediéndole el trabajo a la Escuela Técnica Lasallista.

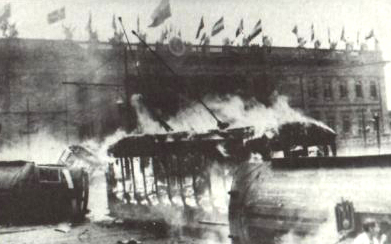
Tranvía ardiendo frente al Capitolio Nacional.

Para 1962 la mayor parte del terreno del colegio había sido cedida o vendida para asegurar la solvencia económica del plantel, por esto las directivas, con la idea de modernizar la infraestructura del plantel, decidieron ejecutar en el espacio restante una re ingeniería total de las construcciones existentes. Con dinero proveniente de donaciones, del erario del escolasticado y de los excedentes de las ventas inmobiliarias se emprendió la construcción de lo que sería el bloque A de la sede actual. Un comité de directivos aceptó demoler la capilla construida en la década de 1920 y emplazar allí la obra.
La construcción se inició en 1968, el edificio se proyectó como uno de tres plantas con capacidad de siete salones por piso y se erigió al sur del patio central del Instituto de manera que enfrentase a la calle 1B. A alturas de l971 la comunidad de los hermanos construyó una casa para el escolasticado adyacente al nuevo edificio. Los alumnos fueron envíanos a sus casas mientras se desarrollaban las obras, luego, viendo que su culminación tomó más tiempo del esperado, los hermanos suspendieron el año académico y, en un esfuerzo por darle una nueva cara al colegio, abogaron por compaginar la renovación estructural con la nueva reforma curricular.
En el tercer año de la década de los setenta los alumnos volvían a las clases, regidos por la segunda y más sustancial reforma curricular desde su fundación. La reforma buscaba segmentar la academia del plantel y dividir los cursos por temáticas, así, el Instituto certificó a sus estudiantes, entre 1960 y 1973, como bachilleres humanistas (quienes estudiaban enfocados en las ciencias sociales y la literatura), bachilleres científicos (cuyo enfoque eran las ciencias exactas) y noviciados (cuya pasión era la formación escolástica lasallista).

### El bachillerato académico
En febrero de 1974, para unificar las titulaciones expedidas por el colegio, las directivas deciden reformar de nuevo el currículo, le cambian el nombre a proyecto educativo institucional y establecen el bachillerato académico de doble jornada como el nuevo enfoque formativo de la escuela.
En 1978 el colegio comienza a ofrecer el servicio de transporte estudiantil, el bus número 1, importado desde los Estados Unidos en 1962, que servía a los paseos de la congregación es el primer medio utilizado. La flota crece con rapidez, en 1980 se adquiere el bus número seis y un año después los números dos y tres.
El grueso del estudiantado fue creciendo y con él los ingresos del colegio, que pronto adquirió las casas vecinas y amplió la vivienda de los Hermanos (que actualmente recibe al escolasticado); en 1983, en medio de la bonanza académica, se inició la construcción del que actualmente es el bloque B, el nuevo proyecto tenía la misma estética del primer edificio no colonial del plantel y reemplazó la casona principal construida en la década de 1920.
Bajo la dirección de José Ignacio Riveros, el colegio adquiere una casa vecina a la gruta interior y monta allí una carpintería y varios salones. Y en 2001, con el Hermano Carlos Carvajal a la cabeza, se compran dos bodegas vecinas al edificio sur recuperando una importante parte del terreno que se había cedido y vendido en el pasado. En 2005, el colegio adquiere dos buses y una buseta y refuerza con ellos la flota del servicio de transporte estudiantil.
En 2012 se crea el Equipo de Comunicaciones del Instituto San Bernardo De La Salle, con el único propósito de informar a toda la comunidad educativa desde diferentes frentes radio, prensa y televisión lo que sucede al interior de la institución.
Actualmente al equipo lo vienen remodelando los estudiantes que lo conforman, cambiando su nombre por Anonimatum y fortaleciendo los diferentes frentes periodísticos, como La RS (La Radio Sanber), que viene trabajando al interior de la institución en el horario de descanso y almuerzo de toda la semana. Se proyecta como radio en línea como EMITC LA SALLE, pero actualmente se encuentra en estudios.

## Símbolos

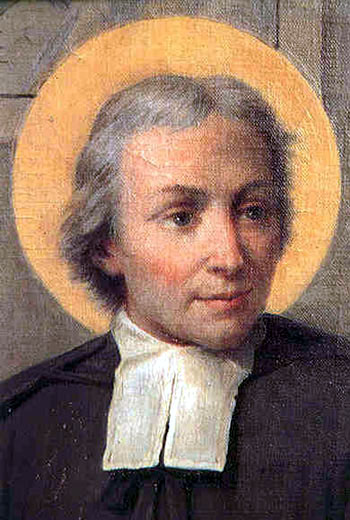
San Juan Bautista de la Salle.

Son símbolos del Instituto San Bernardo de La Salle: el Escudo, la Bandera, el Lema, el Himno del Instituto, la Marcha de La Salle y los uniformes. Recibirán los honores y el respeto propios de la dignidad de simbolizar la Comunidad Educativa Bernardina, su historia y su proyecto.
Escudo: en la parte superior, centrado, se encuentra una cruz, el borde del escudo es de color azul, luego dos fondos, en la parte superior blanco y en la inferior verde con una estrella blanca en medio.
Bandera: La Bandera del Instituto San Bernardo de La Salle está formada por los colores blanco (en forma de cruz extendida hacia la izquierda), y en el fondo de ésta se encuentra el color verde, los cuales significan la virtud y el trabajo.